# El tiempo de los regalos
El tiempo de los regalos (1977) (A Time of Gifts) es un libro de viajes del escritor británico Patrick Leigh Fermor. Publicado por John Murray cuando el autor tenía 62 años, es una memoria de la primera parte del viaje a pie de Fermor por Europa desde el Hoek van Holland hasta Constantinopla en 1933/34. El libro ha sido aclamado como un clásico de la literatura de viajes; William Dalrymple lo calificó de "obra maestra sublime".
El tiempo de los regalos, cuya introducción es una carta a su colega de guerra Xan Fielding, relata el viaje de Leigh Fermor hasta el Danubio Medio. Un segundo volumen, Entre los bosques y el agua  (Between the Woods and the Water) (1986), comienza con el autor cruzando el puente María Valeria desde Checoslovaquia a Hungría y termina cuando llega a la Puerta de Hierro, donde el Danubio formaba la frontera entre el Reino de Yugoslavia y Rumanía. Un tercer volumen planeado del viaje de Leigh Fermor hasta su finalización en Constantinopla nunca se completó. En 2011 la editorial de Leigh Fermor, John Murray, anunció que publicaría el volumen final, basándose en su diario de entonces y en un primer borrador que escribió en la década de 1960; El último tramo, editado por Artemis Cooper, se publicó en septiembre de 2013.

## Descripción
Muchos años después de su viaje, el diario de Leigh Fermor sobre la etapa danubiana de su viaje fue encontrado en un castillo de Rumanía y le fue devuelto. Lo utilizó para escribir el libro, que también se basó en los conocimientos que había acumulado en los años transcurridos.
En el libro, transmite la inmediatez de las reacciones de un joven de 18 años ante una gran aventura, profundizada por las reflexiones retrospectivas del hombre de mundo culto y sofisticado en el que se convirtió. Viajó por Europa antes de que los comunistas se apoderaran del Este, cuando las monarquías sobrevivían en los Balcanes y se veían restos de los antiguos regímenes en Alemania, Austria, Checoslovaquia y Hungría. En Alemania, Hitler había llegado recientemente al poder, pero la mayoría de sus abusos aún no eran evidentes.
El título procede de "Noche de Reyes", un poema de Louis MacNeice.

## Premios
- 1978: Premio literario WH Smith